# Aleksandra Grabowska (aktorka)
Aleksandra Grabowska (ur. 21 lipca 1995 w Krakowie) – polska aktorka.

## Życiorys
W 2019 roku ukończyła studia na Akademii Sztuk Pięknych im. Jana Matejki w Krakowie z dziedziny "Scenografia". Aktorka zadebiutowała w 2011 roku jako nastolatka w jednym z odcinków serialu Julia, jednak rozpoznawalność zyskała dzięki serialowi Belfer, gdzie wcieliła się w rolę Julki Molendy. Do jej większych ról zalicza się występ w filmie Patryka Vegi pt. Kobiety mafii 2 oraz rola główna w filmie U Pana Boga w Królowym Moście.
Jest córką aktora Piotra Grabowskiego i aktorki Marty Konarskiej.

## Filmografia
| Rok        | Tytuł                         | Rola                           | Uwagi    |
| ---------- | ----------------------------- | ------------------------------ | -------- |
| 2011       | Julia                         | nastolatka                     | odc. 80  |
| 2016       | Belfer                        | Julka Molenda                  |          |
| 2016, 2018 | Druga szansa                  | Marta, koleżanka Ksawerego     |          |
| 2018       | Komisarz Alex                 | Ola Rogulska                   | odc. 135 |
| 2019       | Kobiety mafii 2               | Stella Zakrzewska              |          |
| 2019       | Ojciec Mateusz                | Anita, studentka Stejkowskiego | odc. 288 |
| 2020–2021  | Zakochani po uszy             | asystentka Julita              |          |
| 2020       | Osiecka                       | Marta Przybora                 | odc. 7   |
| 2021       | Mecenas Porada                | Basia Gawron                   | odc. 1   |
| od 2020    | Na dobre i na złe             | doktor Gloria Krasucka         |          |
| 2022       | Plan lekcji                   | „Dycha”                        |          |
| 2022       | Listy do M. 5                 | recepcjonistka Milena          |          |
| 2022       | Brokat                        | Zuza                           | odc. 10  |
| 2022       | Broad Peak                    | dziewczyna nad morzem          |          |
| 2022       | Bunt!                         | Maja Jurgowicz                 |          |
| 2023       | Bracia                        | Renata, przyjaciółka Zosi      |          |
| 2023       | Uwierz w Mikołaja             | Agnieszka, wnuczka Heleny      |          |
| 2023       | Infamia                       | Eliza                          |          |
| 2024       | Rozwodnicy                    | Ilona Niedbalska               |          |
| 2024       | U Pana Boga w Królowym Moście | Marta Lipowska                 |          |
| 2024       | Ojciec Mateusz                | Lena Korsa                     | odc. 402 |
| 2024       | Gąska                         | Lena                           |          |
| 2024       | Forst                         | Agata Osica                    |          |
| 2025       | Tylko jedno spojrzenie        | Aleksandra „Alex” Gajewicz     | odc. 6   |